# Cueta scalaris
Cueta scalaris is een insect uit de familie van de mierenleeuwen (Myrmeleontidae), die tot de orde netvleugeligen (Neuroptera) behoort. 
Cueta scalaris is voor het eerst wetenschappelijk beschreven door Navás in 1912.